# Tiro esportivo nos Jogos Europeus de 2015 - Fossa olímpica dublê masculino
A competição fossa olímpica dublê masculino foi um dos eventos do tiro esportivo nos Jogos Europeus de 2015, em Baku, no Azerbaijão. Foi disputada no Centro de Tiro de Baku no dia 19 de junho.

## Calendário
Horário de verão do Azerbaijão (UTC+5).
| Data        | Horário | Fase         |
| ----------- | ------- | ------------ |
| 19 de junho | 10:30   | Qualificação |
| 19 de junho | 16:45   | Semifinal    |
| 19 de junho | 17:00   | Final        |

## Medalhistas
| Ouro   | RUS Vitaly Fokeev    |
| Prata  | HUN Richárd Bognár   |
| Bronze | ITA Antonino Barillà |

## Resultados

### Qualificação
O resultado da qualificação foi seguinte.
| Pos. | Atirador                | Series | Series | Series | Series | Series | Total | Notas                      |
| Pos. | Atirador                | 1      | 2      | 3      | 4      | 5      | Total | Notas                      |
| ---- | ----------------------- | ------ | ------ | ------ | ------ | ------ | ----- | -------------------------- |
| 1    | GBR Steven Scott        | 29     | 28     | 27     | 28     | 30     | 142   | Recorde dos Jogos Europeus |
| 2    | RUS Vitaly Fokeev       | 29     | 29     | 27     | 29     | 28     | 142   | Recorde dos Jogos Europeus |
| 3    | ITA Antonino Barillà    | 27     | 29     | 30     | 28     | 28     | 142   | Recorde dos Jogos Europeus |
| 4    | HUN Richárd Bognár      | 29     | 28     | 28     | 30     | 27     | 142   | Recorde dos Jogos Europeus |
| 5    | GER Andreas Löw         | 27     | 29     | 29     | 29     | 27     | 141   |                            |
| 6    | SVK Hubert Olejnik      | 28     | 28     | 27     | 29     | 28     | 140   |                            |
| 7    | GER Michael Goldbrunner | 25     | 30     | 26     | 29     | 29     | 139   |                            |
| 8    | SWE Håkan Dahlby        | 26     | 29     | 27     | 29     | 28     | 139   |                            |
| 9    | FIN Sami Ritsilä        | 29     | 29     | 28     | 29     | 24     | 139   |                            |
| 10   | FIN Simo Köylinen       | 28     | 29     | 28     | 26     | 27     | 138   |                            |
| 11   | HUN Roland Gerebics     | 29     | 29     | 28     | 26     | 26     | 138   |                            |
| 12   | RUS Vasily Mosin        | 26     | 29     | 27     | 27     | 28     | 137   |                            |
| 13   | MLT Nathan Lee Xuereb   | 27     | 29     | 26     | 27     | 28     | 137   |                            |
| 14   | GBR Tim Kneale          | 28     | 28     | 27     | 28     | 26     | 137   |                            |
| 15   | ITA Davide Gasparini    | 28     | 28     | 26     | 25     | 29     | 136   |                            |
| 16   | CYP Stefanos Theodotou  | 26     | 27     | 27     | 27     | 26     | 133   |                            |

### Semifinal
O resultado da semifinal foi o seguinte.
| Pos. | Atirador                    | Pontos | Disparo |
| ---- | --------------------------- | ------ | ------- |
| 1    | HUN Richárd Bognár          | 30     |         |
| 2    | RUS Vitaly Fokeev           | 29     |         |
| 3    | GER Andreas Löw             | 28     | 12      |
| 4    | ITA Antonino Barillà        | 28     | 12      |
| 5    | GBR Steven Scott            | 28     | 11      |
| 6    | SVK Hubert Andrzejt Olejnik | 27     |         |

### Final
O resultado final foi o seguinte. 
Disputa pelo bronze
| Pos.              | Atirador             | Pontos | Disparo |
| ----------------- | -------------------- | ------ | ------- |
| Medalha de bronze | ITA Antonino Barillà | 29     |         |
| 4                 | GER Andreas Löw      | 28     |         |

Disputa pelo ouro
| Pos.             | Atirador           | Pontos | Disparo |
| ---------------- | ------------------ | ------ | ------- |
| Medalha de ouro  | RUS Vitaly Fokeev  | 29     |         |
| Medalha de prata | HUN Richárd Bognár | 26     |         |